# Ville-Haute
Ville-Haute (in lussemburghese Uewerstad, in tedesco Oberstadt) è un quartiere di Lussemburgo, capitale dell'omonimo stato.
Nel 2001 aveva una popolazione di 2.686 abitanti.

## Monumenti e luoghi d'interesse
- Casa Croeff
- Casa de Cassal
- Chiesa di Sant'Alfonso (Lussemburgo)
- Palazzo del Mobilier Bonn Frères
- Magazzini Au Nouveau Paris